# Vincent Marchetti
Vincent Marchetti (Ajaccio, 4 juli 1997) is een Frans voetballer die bij voorkeur als middenvelder speelt. Hij tekende in 2020 bij AC Ajaccio.

## Clubcarrière
Marchetti werd geboren in Ajaccio en speelde in de jeugd bij zowel Gazélec Ajaccio als bij AC Ajaccio. Op 31 juli 2015 maakte hij zijn opwachting in de Ligue 2 tegen Dijon FCO. Zijn eerste competitietreffer volgde op 25 januari 2016 tegen Stade Brest.
In zijn debuutjaar maakte de middenvelder drie doelpunten in 28 competitiewedstrijden. In juli 2016 werd hij verkocht aan AS Nancy. Op 10 september 2016 debuteerde Marchetti in de Ligue 1 tegen FC Lorient. Met Nancy degradeerde Marchetti in zijn debuutseizoen uit de Ligue 1. In 2020 keerde hij terug naar AC Ajaccio, waarmee hij twee jaar later promoveerde naar het hoogste niveau. 